# Акгюн, Бирол
Бирол Акгюн (тур. Birol Akgün; род. 25 марта 1968, Сома, Маниса) — турецкий дипломат. Посол Турции в Азербайджане.

## Биография
Родился 25 марта 1968 года в Манисе. В 1993 году окончил факультет политических наук Анкарского университета.
В 1996 году окончил магистратуру университета «Кейс-Вестерн-Резерв». В 2000 году получил степень доктора философии по политологии данного университета.
В 2004 году получил звание доцента, в 2009 году — профессора.
С 2000 по 2014 год работал в департаменте международных отношений факультета экономики и управления Сельчукского университета.
Преподавал в университете Неджметтина Эрбакана.
С 2014 года являлся главой отделения международных отнощений факультета политических наук и преподавателем Анкарского университета Йылдырым Беязит.
Являлся председателем правления Турецкого фонда образования.
Работал в неправительственных организациях.
Председатель института стратегического мышления (Анкара).
Посол Турции в Азербайджане (с 3 декабря 2024). 
Политический аналитик. Публицист. Автор нескольких книг и статей.
Владеет английским языком.

## Книги
- «Поведение избирателей, партийная система и политическое доверие в Турции» (2002)
- «Мир, США и Турция после 11 сентября» (2006)
- «Американское президентство: От республики к империи» (2008)

## Награды
В 2002 году получил первую премию «Миллиет за работу «Мир, США и Турция после 11 сентября».